# Квинт Фабий Бутеон (претор 181 пр.н.е.)
Квинт Фабий Бутеон (на латински: Quintus Fabius Buteo) е политик на Римската република. Произлиза от фамилията Фабии, клон Бутеони.
През 181 пр.н.е. той е претор и управител на Цизалпийска Галия до 180 пр.н.е. През 179 пр.н.е. е в групата на триумвирите, които основават латинска колония на територията на пизаните, а през 168 пр.н.е. е в групата на quinqueviri, която участва в диспута между Пиза и Луна в Етрурия.